# 영천 은해사 백흥암 감로왕도
영천 은해사 백흥암 감로왕도(永川 銀海寺 百興庵 甘露王圖)는 대한민국 경상북도 영천시 청통면, 은해사 백흥암에 있는 조선시대의 감로왕도이다. 2000년 9월 4일 경상북도의 유형문화재 제319호로 지정되었다.

## 개요
은해사 백흥암에 보존되어 있는 그림으로, 불경 중 하나인 『우란분경』의 내용을 그림으로 설명한 것이다. 비단 바탕에 채색하여 그렸으며 가로 218.5cm, 세로 225cm의 크기이다.
화폭의 윗부분에는 극락의 아미타여래 일행이 지옥 중생을 맞이하러 오는 장면, 즉 아미타불·관세음보살·대세지보살 등 6여래와 지장보살이 지옥의 중생을 극락으로 인도하기 위해 온 모습과 이들을 정토로 인도하는 인도왕보살 및 수레를 그려 놓았다. 이들 주위로는 오색 구름이 둘러싸여 천상세계와 지옥세계를 구분하는 역할을 하고 있다.
가운데 부분에는 중앙부에는 2구의 아귀를 특히 강조하여 크게 그렸고, 그 주위에는 지옥의 고통스러운 장면과 현세의 여러 상을 실감나게 표현하였다. 각 장면의 사이에는 구름과 바위산을 그려 경계를 짓고 장면마다 붉은 종이에 묵서로 설명을 달아 놓았다. 화면 아래 나무 밑에는 호랑이 한마리를 그려 놓았는데, 화풍이 조선 후기 민화에 흔히 등장하는 모습이어서 흥미를 끈다.
그림의 하단에 쓰인 기록을 통해 이 그림이 정조 16년(1792)에 제작되었음을 알 수 있다. 중앙의 아귀를 강조한 특이한 화면 구성과 탁한 색채와 일률적인 필선 등은 당시 불화의 양식을 잘 반영하고 있다. 특히 조선 후기에 이르러 불화에 풍속화적인 요소가 나타나기 시작하던 모습을 보여주고 있어 한국 회화사에서 중요한 사료가 되고 있다.

## 참고 자료
- 은해사백흥암감로왕도 - 국가유산청 국가유산포털